# Harpochloa falx
Harpochloa falx är en gräsart som först beskrevs av Carl von Linné d.y., och fick sitt nu gällande namn av Carl Ernst Otto Kuntze. Harpochloa falx ingår i släktet Harpochloa och familjen gräs. Inga underarter finns listade i Catalogue of Life.